# Брюмат (кантон)
Брюмат (фр. Canton de Brumath) — кантон на северо-востоке Франции в регионе Гранд-Эст (бывший Эльзас — Шампань — Арденны — Лотарингия), департамент Нижний Рейн. До 2015 года входил в состав округа Страсбур-Кампань. После модификации, проведённой в результате административной реформы в январе 2015 года, в состав кантона входят 19 коммун вновь созданного округа Агно-Висамбур и 3 коммуны округа Страсбур, а общее количество коммун в его составе с марта 2015 года увеличилось с 21 до 22-х.
По закону от 17 мая 2013 и декрету от 18 февраля 2014 года количество кантонов в департаменте Нижний Рейн уменьшилось с 44 до 23. Новое территориальное деление департаментов на кантоны вступило в силу во время выборов 2015 года.
Начиная с выборов в марте 2015 года, советники избираются по смешанной системе (мажоритарной и пропорциональной). Избиратели каждого кантона выбирают Совет департамента (новое название генерального Совета): двух советников разного пола. Этот новый механизм голосования потребовал перераспределения коммун по кантонам, количество которых в департаменте уменьшилось вдвое с округлением итоговой величины вверх до нечётного числа в соответствии с условиями минимального порога, определённого статьёй 4 закона от 17 мая 2013 года. В результате пересмотра общее количество кантонов департамента Нижний Рейн в 2015 году уменьшилось с 44-х до 23-х.
Советники департаментов избираются сроком на 6 лет. Выборы территориальных и генеральных советников проводят по смешанной системе: 80 % мест распределяется по мажоритарной системе и 20 % — по пропорциональной системе на основе списка департаментов. В соответствии с действующей во Франции избирательной системой для победы на выборах кандидату в первом туре необходимо получить абсолютное большинство голосов (то есть больше половины голосов из числа не менее 25 % зарегистрированных избирателей). В случае, когда по результатам первого тура ни один кандидат не набирает абсолютного большинства голосов, проводится второй тур голосования. К участию во втором туре допускаются только те кандидаты, которые в первом туре получили поддержку не менее 12,5 % от зарегистрированных и проголосовавших «за» избирателей. При этом, для победы во втором туре выборов достаточно простого большинства (побеждает кандидат, набравший наибольшее число голосов).

## Консулы кантона
| Период      | Консул            | Должность                      |
| ----------- | ----------------- | ------------------------------ |
| 1945 — 1958 | Arthur Sprauer    |                                |
| 1958 — 1964 | Victor Fischer    | Мэр коммуны Брюмат (1953—1977) |
| 1964 — 1988 | Germain Sprauer   | Мэр коммуны Кильстет           |
| 1988 — 2008 | Bernard Schreiner | Мэр коммуны Брюмат (1977—2001) |
| 2008 — 2015 | Etienne Wolf      | Мэр коммуны Брюмат с 2001 года |

После реформы 2015 года консулов избирают парами:
| Консулы кантона после реформы 2015 года: | Консулы кантона после реформы 2015 года: | Консулы кантона после реформы 2015 года: | Консулы кантона после реформы 2015 года: |
| Период                                   | Пара консулов                            | Статус                                   | Должность                                |
| ---------------------------------------- | ---------------------------------------- | ---------------------------------------- | ---------------------------------------- |
| 2015 — 2021                              | Étienne Wolf                             | LR                                       | Мэр коммуны Брюмат                       |
| 2015 — 2021                              | Christiane Wolfhugel                     | LR                                       | Первый заместитель мэра коммуны Эрдт     |

## История
Кантон был основан 4 марта 1790 года в ходе учреждения департаментов как часть бывшего «района Страсбург».
Официальная дата создания кантона — 1793 год. С созданием округов 17 февраля 1800 года, кантон с 1801 года переподчинён в качестве составной части округа Страсбур.
В составе Германской империи с 1871 по 1919 год не было административного деления на кантоны и округа, а была создана единая имперская провинция Эльзас-Лотарингии без административного деления на города и общины.
С 28 июня 1919 года кантон Брюмат является частью округа Страсбур-Кампань.
С 1940 по 1945 год территория была оккупирована гитлеровской Германией.
В марте 2015 года кантон модифицирован в результате административной реформы в его составе 19 коммун нового округа Агно-Висамбур и 3 коммуны воссозданного округа Страсбур.

## Состав кантона
До 2015 года кантон включал в себя 21 коммуну:
| Код INSEE | Коммуна            | Французское название | Почтовый индекс | Площадь, км² | Население (2013) | Плотность, чел/км² |
| --------- | ------------------ | -------------------- | --------------- | ------------ | ---------------- | ------------------ |
| 67033     | Бернольсайм        | Bernolsheim          | 67170           | 3,39         | 615              | 181,4              |
| 67038     | Битленайм          | Bietlenheim          | 67720           | 2,13         | 277              | 130,1              |
| 67039     | Бильвисайм         | Bilwisheim           | 67170           | 2,56         | 408              | 159,4              |
| 67067     | Брюмат             | Brumath              | 67170           | 29,54        | 10094            | 341,7              |
| 67100     | Донненайм          | Donnenheim           | 67170           | 3,76         | 268              | 71,3               |
| 67119     | Экверсайм          | Eckwersheim          | 67550           | 7,46         | 1377             | 184,6              |
| 67151     | Гамбсайм           | Gambsheim            | 67760           | 17,38        | 4615             | 265,5              |
| 67156     | Жедертайм          | Geudertheim          | 67170           | 11,27        | 2335             | 207,2              |
| 67169     | Грие               | Gries                | 67240           | 12,23        | 2776             | 227,0              |
| 67205     | Эрдт               | Hoerdt               | 67720           | 16,56        | 4382             | 264,6              |
| 67237     | Кильстет           | Kilstett             | 67840           | 6,9          | 2555             | 370,3              |
| 67249     | Кротвиллер         | Krautwiller          | 67170           | 1,48         | 198              | 133,8              |
| 67250     | Кригсайм           | Kriegsheim           | 67170           | 3,93         | 706              | 179,6              |
| 67252     | Кюртсенуз          | Kurtzenhouse         | 67240           | 3,58         | 1037             | 289,7              |
| 67298     | Миттельшеффольсайм | Mittelschaeffolsheim | 67170           | 2,64         | 538              | 203,8              |
| 67301     | Момменайм          | Mommenheim           | 67670           | 8,16         | 1775             | 217,5              |
| 67361     | Ольвисайм          | Olwisheim            | 67170           | 2,96         | 494              | 166,9              |
| 67417     | Роттельсайм        | Rottelsheim          | 67170           | 2,39         | 324              | 135,6              |
| 67506     | Венденайм          | Vendenheim           | 67550           | 15,89        | 5552             | 349,4              |
| 67519     | Ла-Ванзено         | La Wantzenau         | 67610           | 25,39        | 5732             | 225,8              |
| 67529     | Вейэрсайм          | Weyersheim           | 67720           | 18,89        | 3336             | 176,6              |

После административной реформы площадь кантона — 213,6 км², включает в себя 22 коммуны (19 коммун округа Агно-Висамбур: Бернольсайм, Битленайм, Бильвисайм, Брюмат, Вейэрсайм, Ветбрук, Гамбсайм, Грие, Донненайм, Жедертайм Кильстет, Кригсайм, Кюртсенуз, Кротвиллер, Миттельшеффольсайм, Момменайм, Ольвисайм, Роттельсайм и Эрдт и 3 коммуны округа Страсбур: Венденайм, Ла-Ванзено и Экверсайм), суммарная численность населения — 52 183 человека (2013), плотность населения — 244 чел/км². Коммуна Ветбрук передана из состава кантона Агно (упразднённый округ Агно), остальные коммуны из прежнего состава кантона Брюмат (упразднённый округ Страсбур-Кампань).
С марта 2015 года в составе кантона 22 коммуны:
| Код INSEE | Коммуна            | Французское название | Почтовый индекс | Площадь, км² | Население (2013) | Плотность, чел/км² |
| --------- | ------------------ | -------------------- | --------------- | ------------ | ---------------- | ------------------ |
| 67033     | Бернольсайм        | Bernolsheim          | 67170           | 3,39         | 615              | 181,4              |
| 67038     | Битленайм          | Bietlenheim          | 67720           | 2,13         | 277              | 130,1              |
| 67039     | Бильвисайм         | Bilwisheim           | 67170           | 2,56         | 408              | 159,4              |
| 67067     | Брюмат             | Brumath              | 67170           | 29,54        | 10094            | 341,7              |
| 67100     | Донненайм          | Donnenheim           | 67170           | 3,76         | 268              | 71,3               |
| 67119     | Экверсайм          | Eckwersheim          | 67550           | 7,46         | 1377             | 184,6              |
| 67151     | Гамбсайм           | Gambsheim            | 67760           | 17,38        | 4615             | 265,5              |
| 67156     | Жедертайм          | Geudertheim          | 67170           | 11,27        | 2335             | 207,2              |
| 67169     | Грие               | Gries                | 67240           | 12,23        | 2776             | 227,0              |
| 67205     | Эрдт               | Hoerdt               | 67720           | 16,56        | 4382             | 264,6              |
| 67237     | Кильстет           | Kilstett             | 67840           | 6,9          | 2555             | 370,3              |
| 67249     | Кротвиллер         | Krautwiller          | 67170           | 1,48         | 198              | 133,8              |
| 67250     | Кригсайм           | Kriegsheim           | 67170           | 3,93         | 706              | 179,6              |
| 67252     | Кюртсенуз          | Kurtzenhouse         | 67240           | 3,58         | 1037             | 289,7              |
| 67298     | Миттельшеффольсайм | Mittelschaeffolsheim | 67170           | 2,64         | 538              | 203,8              |
| 67301     | Момменайм          | Mommenheim           | 67670           | 8,16         | 1775             | 217,5              |
| 67361     | Ольвисайм          | Olwisheim            | 67170           | 2,96         | 494              | 166,9              |
| 67417     | Роттельсайм        | Rottelsheim          | 67170           | 2,39         | 324              | 135,6              |
| 67506     | Венденайм          | Vendenheim           | 67550           | 15,89        | 5552             | 349,4              |
| 67519     | Ла-Ванзено         | La Wantzenau         | 67610           | 25,39        | 5732             | 225,8              |
| 67523     | Ветбрук            | Weitbruch            | 67500           | 15,11        | 2789             | 184,6              |
| 67529     | Вейэрсайм          | Weyersheim           | 67720           | 18,89        | 3336             | 176,6              |